# I号対戦車自走砲
I号対戦車自走砲（1ごうたいせんしゃじそうほう、独：Panzerjäger I）とは、I号戦車B型を改造したI号4.7cm対戦車自走砲であり、第二次世界大戦中、ナチス・ドイツ軍は数多くの対戦車自走砲を開発したが、その嚆矢となった。

## 概要

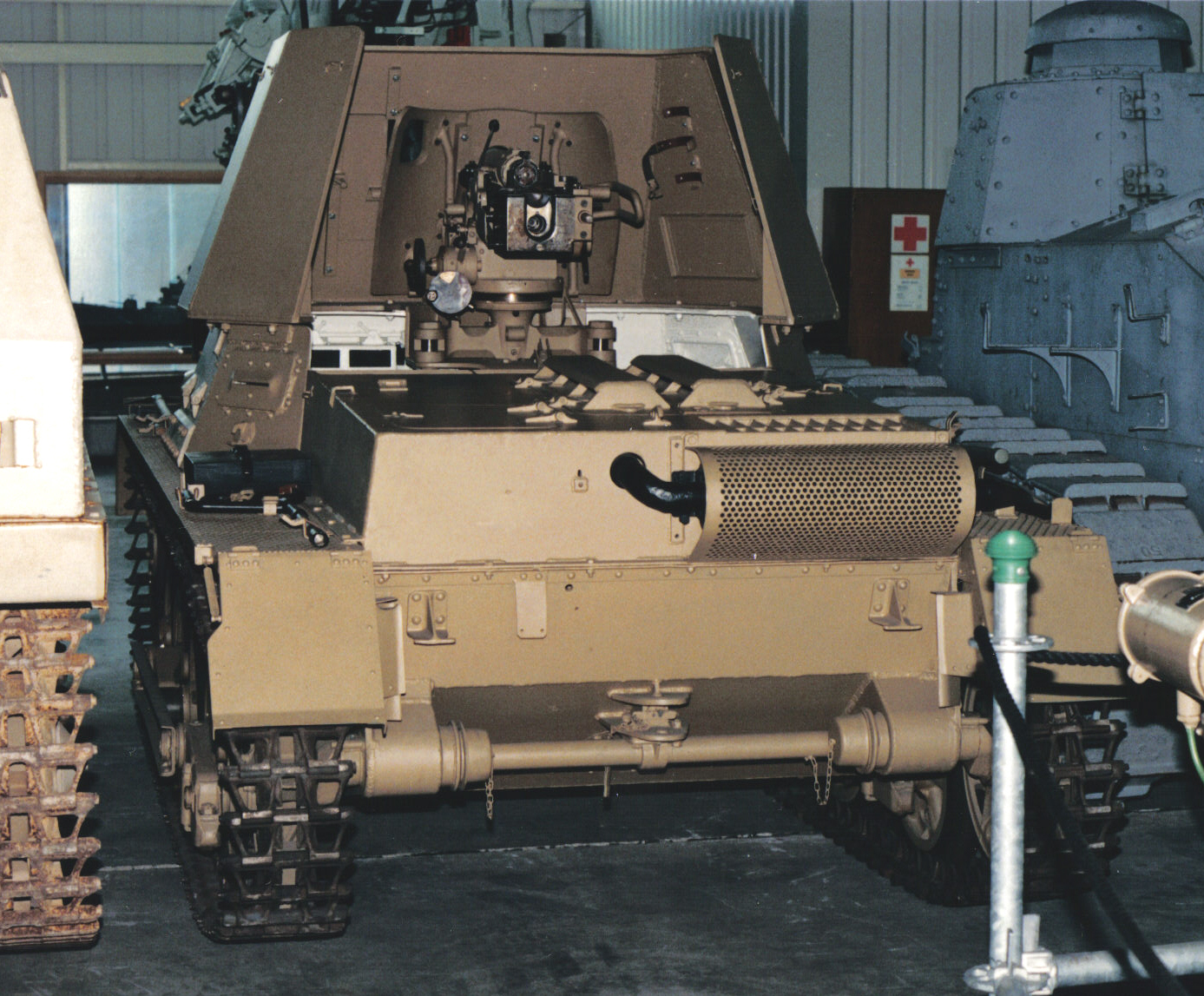
開放式の上部構造を後方から撮影。

搭載されたチェコスロバキアのシュコダ社製M1938対戦車砲（ドイツ名・4.7cmPaK(t)）は、当時のドイツ軍の主力対戦車砲であるラインメタル社製の3.7 cm PaK 36より優れた装甲貫通力を発揮した。
後にいろいろな改造自走砲を手がけることとなるアルケット社の設計の基、ダイムラー・ベンツ社とビューシンクNAG社により改造部品が制作され、1940年5月までに前期生産型130輌（後に2輌が完成、計132輌）がシュコダ社での組み立てを終えて完成、対仏戦における最も強力な対戦車火力の一つとして活躍した。さらに対ソ戦に備えた追加生産分として、クルップ社により新たな改造用部品（前期型より戦闘室の装甲板が後方に回り込む形になり、総面積が大きい）が制作され、やはりシュコダ社に送られ、1940年12月までに後期生産型70輌が完成した。
I号対戦車自走砲は、これ以降の既存の戦車車体を流用した自走砲開発の基準となった先駆者であり、1943年末頃まで第一線で活躍した。

### それ以外のI号対戦車自走砲
I号対戦車自走砲と呼び得るものは他にも存在している。
I号3.7cm対戦車自走砲A/B型
I号戦車A/B型に3.7cm Pak35/36を搭載。対ポーランド戦で使用された。
I号5cm対戦車自走砲B型
I号戦車B形に5 cm PaK 38を搭載。現地改造にて製造される。
I号7.5cm対戦車自走砲B型
I号戦車B型にIII号突撃砲G型と同じ7.5cm StuK 40を搭載。ベルリンでの戦闘に参戦。
|          | 前面       | 側面       | 後面     | 上下面 |
| -------- | ---------- | ---------- | -------- | ------ |
| 防盾     | 14.5mm/27° | 14.5mm/27° | なし     | なし   |
| 上部構造 | 13mm/22°   | 13mm/12°   | 13mm/0°  | 6mm    |
| 車体     | 13mm/27°   | 13mm/0°    | 13mm/17° | 6mm    |